# Böllenborn

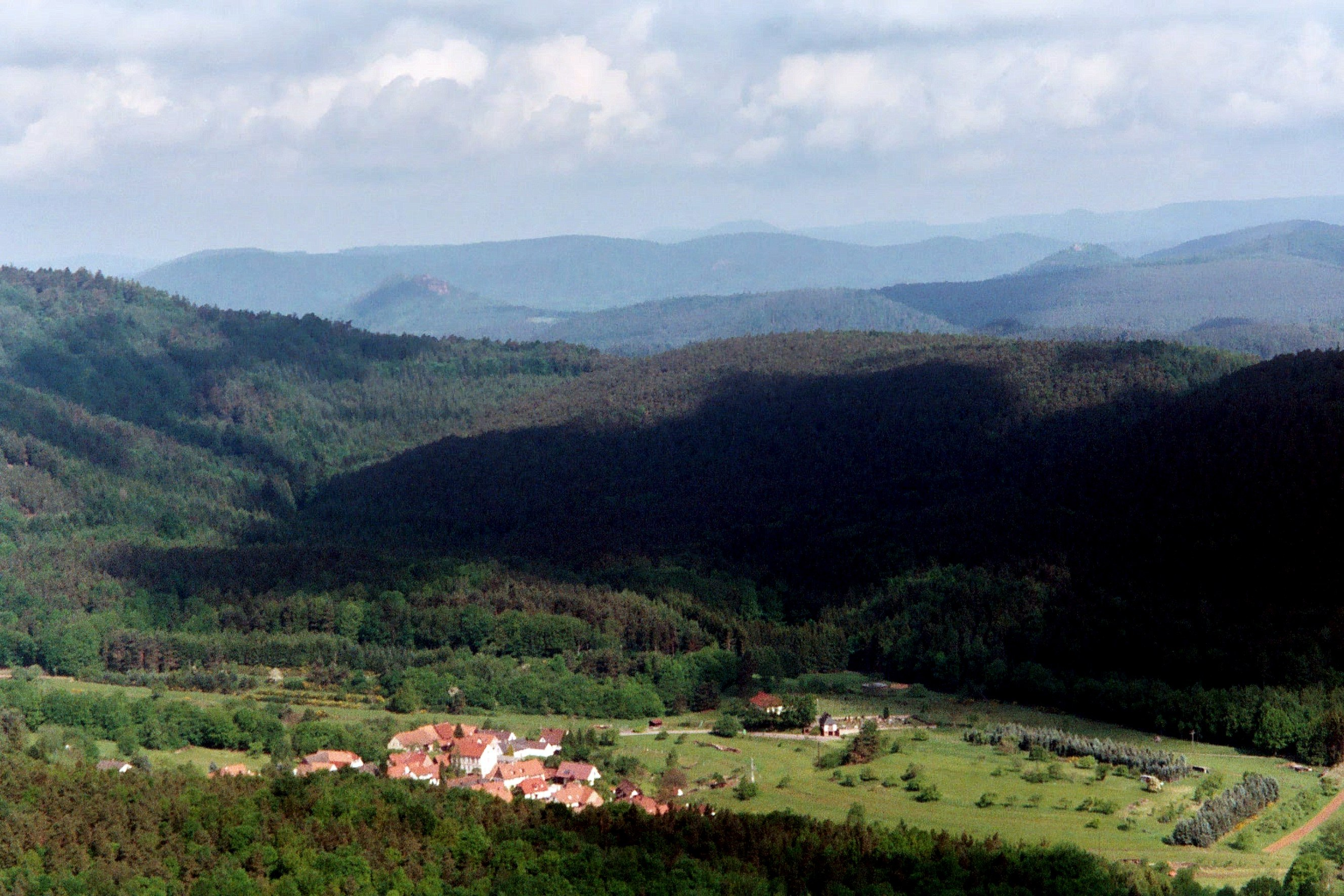
Blick auf Böllenborn

Böllenborn ist die gemessen an der Einwohnerzahl drittkleinste Ortsgemeinde im Landkreis Südliche Weinstraße in Rheinland-Pfalz. Sie gehört der Verbandsgemeinde Bad Bergzabern an.

## Geographie

### Lage
Die Gemeinde liegt im Wasgau, wie der Südteil des Pfälzerwaldes auch genannt wird. Zudem ist dieser Bereich Bestandteil des Oberen Mundatwaldes. Als Ortsteil ist der westlich der Kerngemeinde liegende Weiler Reisdorf ausgewiesen.
Nachbargemeinden sind – im Uhrzeigersinn – Birkenhördt, Dörrenbach, Oberotterbach, Bobenthal und Erlenbach bei Dahn.

### Erhebungen und Gewässer
Auf Gemarkung der Gemeinde befindet sich die Westflanke der 561 Meter messenden Hohen Derst. Nordöstlich von diesem erstreckt sich der Schulzenberg. Am östlichen Ortsrand entspringt der Böllenborn. Auf Höhe des Ortsteils Reisbach entspringt der Reisbach, der teilweise die Gemarkungsgrenze zu Oberotterbach bildet.

## Geschichte
Böllenborn und Reisdorf wurden in einer Urkunde des Kaisers Ludwig IV. vom 14. Juni 1345 erstmals erwähnt. Bis zum Ende des 18. Jahrhunderts gehörten die beiden Dörfer zur Kurpfalz.
Von 1798 bis 1814, als die Pfalz Teil der Französischen Republik (bis 1804) und anschließend Teil des Napoleonischen Kaiserreichs war, war Bellenborn und Reichsdorf – so die damalige Bezeichnung – in den Kanton Annweiler eingegliedert und unterstand der Mairie Birkenhördt. 1815 wurde der Ort Österreich zugeschlagen. Bereits ein Jahr später  wechselte der Ort in das Königreich Bayern. Ab 1817 gehörte Birkenhördt zum Kanton Bergzabern. Von 1818 bis 1862 war „Böllenborn und Reichsdorf“ Bestandteil des Landkommissariat Bergzabern, das anschließend in ein Bezirksamt umgewandelt wurde.
1939 wurde der Ort in den Landkreis Bergzabern eingegliedert. Nach dem Zweiten Weltkrieg wurde die Gemeinde innerhalb der französischen Besatzungszone Teil des damals neu gebildeten Landes Rheinland-Pfalz. Im Zuge der ersten rheinland-pfälzischen Verwaltungsreform wechselte der Ort am 7. Juni 1969 in den neu geschaffenen Landkreis Landau-Bad Bergzabern, der 1978 in Landkreis Südliche Weinstraße umbenannt wurde. 1972 wurde Böllenborn der ebenfalls neu gebildeten Verbandsgemeinde Bad Bergzabern zugeordnet.

## Bevölkerung

### Einwohnerentwicklung
Die Entwicklung der Einwohnerzahl von Böllenborn, die Werte von 1871 bis 1987 beruhen auf Volkszählungen:
| Jahr | Einwohner |
| ---- | --------- |
| 1815 | 128       |
| 1835 | 287       |
| 1871 | 272       |
| 1905 | 279       |
| 1939 | 252       |
| 1950 | 209       |
| 1961 | 210       |

| Jahr | Einwohner |
| ---- | --------- |
| 1970 | 220       |
| 1987 | 233       |
| 1997 | 283       |
| 2005 | 276       |
| 2011 | 218       |
| 2017 | 218       |
| 2023 | 227       |

### Religion
Am 31. Dezember 2013 waren 55,5 Prozent der Einwohner katholisch und 23,4 Prozent evangelisch. Die übrigen gehörten einer anderen Religion an oder waren konfessionslos.

## Politik

### Gemeinderat
Der Gemeinderat in Böllenborn besteht aus sechs Ratsmitgliedern, die bei der Kommunalwahl am 9. Juni 2024 in einer personalisierten Verhältniswahl gewählt wurden, und der ehrenamtlichen Ortsbürgermeisterin als Vorsitzender.
Die Sitzverteilung im Gemeinderat:
| Wahl | CDU | FWG * | WGF ** | Gesamt  |
| ---- | --- | ----- | ------ | ------- |
| 2024 | –   | 4     | 2      | 6 Sitze |
| 2019 | 2   | 4     | –      | 6 Sitze |
| 2014 | 4   | 2     | –      | 6 Sitze |
| 2009 | 4   | 2     | –      | 6 Sitze |
| 2004 | 4   | 2     | –      | 6 Sitze |

### Bürgermeister
Bärbel Drieß (FWG) wurde am 27. Juni 2019 Ortsbürgermeisterin von Böllenborn. Bei der Direktwahl am 26. Mai 2019 war sie mit einem Stimmenanteil von 64,33 % für fünf Jahre gewählt worden. Bei der Direktwahl am 9. Juni 2024 wurde sie ohne Gegenkandidat mit 73,5 % der Stimmen in ihrem Amt bestätigt.
Ihre Vorgänger waren der 2014 gewählte Dirk Paulsen (CDU), der nicht erneut angetreten war, und zuvor Gerhard Fleck (CDU), der das Amt von 1984 bis 2014 ausübte.

### Wappen
| Wappen von Böllenborn | Blasonierung: „Von Schwarz und Rot gespalten, rechts eine silberne Weißpappel auf grünem Grund, beseitet von einer silbernen gemauerten Quelle und silbernem Quellenausfluss in grünem Grund, links ein aufgerichteter goldener Schlüssel.“ |
| Wappen von Böllenborn | Wappenbegründung: Es wurde 1950 vom Mainzer Innenministerium genehmigt. Der Schlüssel erinnert an den Besitz des Klosters Weißenburg und Pappel (=Bölle) und Quelle (=Born) verweisen redend auf den Ortsnamen.                             |

## Kultur

### Kulturdenkmäler

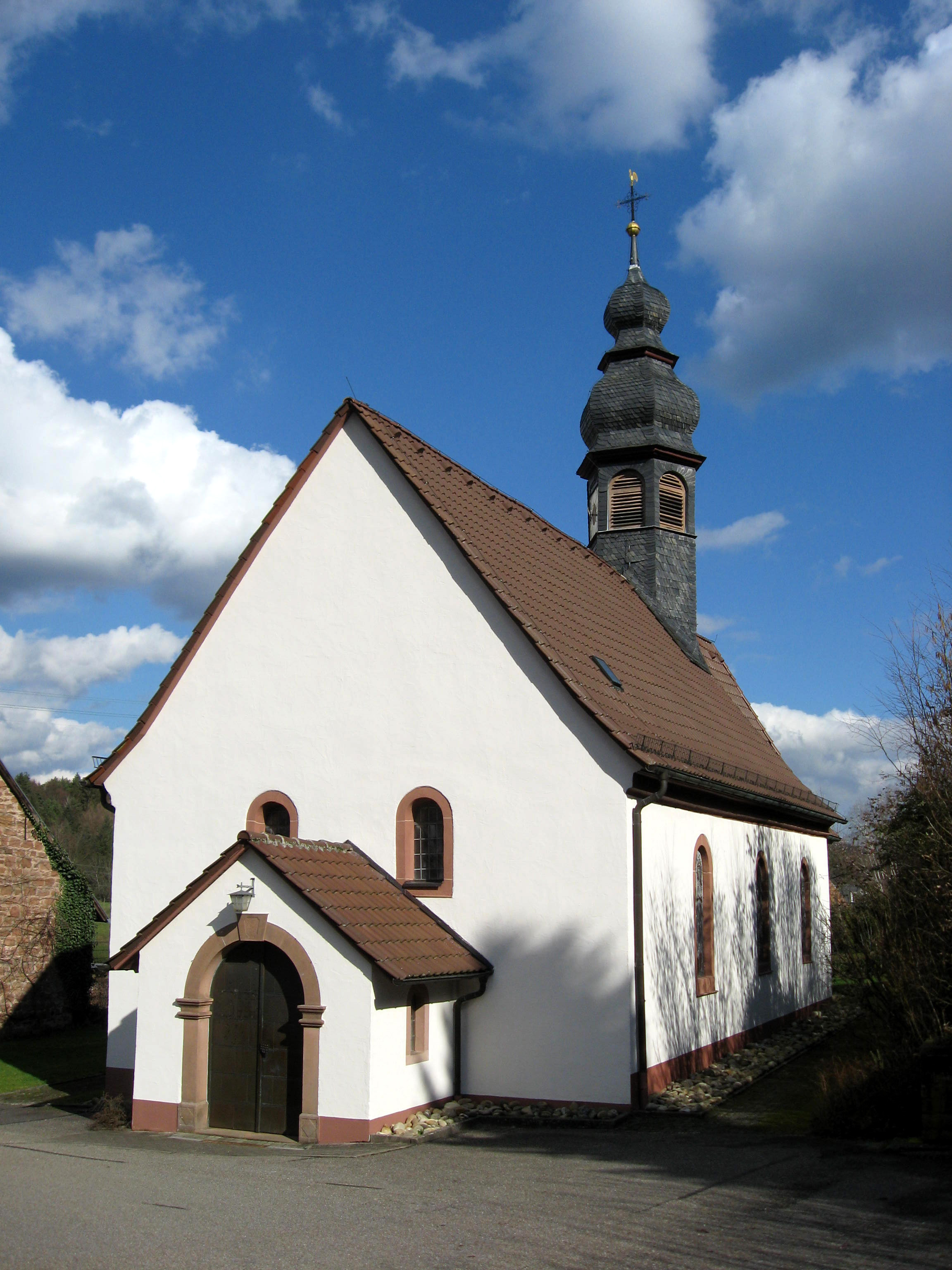
Denkmalgeschützte Kirche

Vor Ort befinden sich insgesamt vier Objekte, die unter Denkmalschutz stehen.

### Regelmäßige Veranstaltungen
Kerwe findet regelmäßig im September am zweiten Wochenende in Reisdorf und am dritten Wochenende in Böllenborn statt.

### Rittersteine
Auf der Waldgemarkung der Gemeinde befinden sich mehrere Rittersteine. Ritterstein 18 trägt die Bezeichnung Hühnerfels und befindet sich am gleichnamigen Fels an der Hohen Derst. 19  Pfälzer Unger markiert einen früheren Rastplatz für Schweine.

## Wirtschaft und Infrastruktur

### Wirtschaft
Nach dem Zweiten Weltkrieg war der Ort Bestandteil der inzwischen aufgelösten Pirmasens Military Community.

### Verkehr
Durch Böllenborn führt die Landesstraße 492. Die Gemeinde ist über die Buslinie 546, die über Bad Bergzabern nach Kandel verläuft, an das Nahverkehrsnetz angeschlossen. Nächstgelegener Bahnhof ist Bad Bergzabern.

## Persönlichkeiten

### Ehrenbürger
- Rudolf Nether (1919–2019), Priester
- Gerhard Fleck (* 1947/48), Ortsbürgermeister 1984–2014, wurde im Januar 2015 für sein außerordentliches Engagement in den letzten Jahrzehnten geehrt.[11]

### Söhne und Töchter der Gemeinde
- Albert Weigel (1902–1985), Pfarrer